# Canton de Blois-3
Le canton de Blois-3 est une circonscription électorale française située dans le département de Loir-et-Cher et la région Centre-Val de Loire.

## Histoire
Le canton de Blois-III a été créée par le décret du 13 juillet 1973 à la suite du démantèlement des anciens cantons de Blois-Est et de Blois-Ouest.
Un nouveau découpage territorial de Loir-et-Cher entre en vigueur à l'occasion des élections départementales de 2015. Il est défini par le décret du 21 février 2014, en application des lois du 17 mai 2013 (loi organique 2013-402 et loi 2013-403). Les conseillers départementaux sont, à compter de ces élections, élus au scrutin majoritaire binominal mixte. Les électeurs de chaque canton élisent au Conseil départemental, nouvelle appellation du Conseil général, deux membres de sexe différent, qui se présentent en binôme de candidats. Les conseillers départementaux sont élus pour 6 ans au scrutin binominal majoritaire à deux tours, l'accès au second tour nécessitant 12,5 % des inscrits au 1er tour. En outre la totalité des conseillers départementaux est renouvelée. Ce nouveau mode de scrutin nécessite un redécoupage des cantons dont le nombre est divisé par deux avec arrondi à l'unité impaire supérieure si ce nombre n'est pas entier impair, assorti de conditions de seuils minimaux. Dans le Loir-et-Cher, le nombre de cantons passe ainsi de 30 à 15. Le canton de Blois-3 est agrandi par ce décret.

## Géographie
Ce canton est organisé autour de Blois dans l'arrondissement de Blois. Son altitude varie de 58 m (Rilly-sur-Loire) à 135 m (Blois).

## Représentation

### Conseillers généraux de l'ancien canton de Blois-Ouest
| Période | Période          | Identité                             | Étiquette   | Qualité |
| ------- | ---------------- | ------------------------------------ | ----------- | --- |
| 1833    | 1842             | Jean Marie Leroy                     |             | Avoué, adjoint au maire de Blois (1830-1832), maire de Blois (1832-1834)                                                                            |
| 1842    | 1848             | Louis de La Saussaye                 |             | Membre de l'Institut de France Recteur de l'Académie de Lyon Conseiller municipal de Cheverny (1834-1846)                                           |
| 1848    | 1852             | Pierre Eugène Péan-Coupé (1801-1866) |             | Marchand de fer, maire de Blois (1848-1849) |
| 1852    | 1870             | Louis de La Saussaye                 |             | Membre de l'Institut de France Recteur de l'Académie de Lyon Conseiller municipal de Cheverny (1834-1846) Conseiller municipal de Blois (1852-1870) |
| 1871    | 1873 (démission) | Silvain Pousset-Péan                 |             | Banquier Maire de Blois (1870-1871) |
| 1873    | 1888 (démission) | Jean Dufay                           | Républicain | Médecin Maire de Blois (1871-1873 et 1881-1882) Député (1871-1879) Sénateur (1879-1897)                                                             |
| 1888    | 1891 (décès)     | Pierre Charrier                      |             | Propriétaire Régisseur du château de Freschine à Villefrancœur Maire de Villefrancœur (1852-1867) Maire de Blois (1874-1878)                        |
| 1891    | 1898             | Louis Petit                          | Républicain | Fonctionnaire Conseiller municipal de Blois (1892-1895)                                                                                             |
| 1898    | 1901             | Benoît Bourdain                      | Rad.        | Négociant, marchand de nouveautés, commerçant Conseiller municipal de Blois (1877-1888 et 1892-1912) Adjoint au maire de Blois (1884 et 1892)       |
| 1901    | 1907             | Jules Brisson (1843-1914)            | Républicain | Négociant et industriel Maire de Blois (1900-1914)                                                                                                  |
| 1907    | 1919 (décès)     | Eugène Treignier                     | Rad.        | Entrepreneur de travaux publics à Paris puis propriétaire-viticulteur à Suèvres Maire de Suèvres (1900-1919) Député (1906-1919)                     |
| 1919    | 1926 (décès)     | Alfred Roulet                        | Rad.        | Maraîcher Conseiller municipal de Blois (1919-1926)                                                                                                 |
| 1926    | 1936 (décès)     | Louis Quéron                         | Rad.ind.    | Pharmacien Conseiller municipal de Blois (1919-1925)                                                                                                |
| 1936    | 1940             | Paul Coursaget                       | Rad.        | Pharmacien à Blois |
|         |                  |                                      |             | |
| 1943    | 1945             | Abel Debard                          |             | Médecin Maire des Montils Nommé conseiller départemental en 1943                                                                                    |
|         |                  |                                      |             | |
| 1945    | 1973             | Joseph Beaujannot                    | CNIP        | Commerçant et négociateur grossiste en mercerie Sénateur (1959-1974) Adjoint au maire de Blois (1945, 1947-1955)                                    |

### Conseillers d'arrondissement du canton de Blois-Ouest (de 1833 à 1940)
| Période                                  | Période          | Identité                                          | Étiquette   | Qualité |
| ---------------------------------------- | ---------------- | ------------------------------------------------- | ----------- | --- |
| 1833                                     | 1836             | Jacques Jean Lemaire-Suppligeau (1774-1850)       |             | Maire de Saint-Lubin                                                                                        |
| 1836                                     | 1839             | M. Dupuy                                          |             | Maire d'Onzain                                                                                              |
| 1839                                     | 1845             | M. Selleron                                       |             | Propriétaire à Blois, conseiller sortant du canton d'Herbault                                               |
|                                          |                  |                                                   |             | |
| 1848                                     | 1869 (décès)     | Auguste Dominique Lemaignen-Doulceron (1795-1869) |             | Avocat, propriétaire, ancien maire de Blois (1847-1848), Président du Conseil d'arrondissement              |
|                                          |                  |                                                   |             | |
| 1871                                     | 1875             | Victor-Auguste Poulain (1825-1918)                |             | Fabricant de chocolat à Blois                                                                               |
| 1875                                     | 1886             | Augustin Crossonneau                              | Républicain | Propriétaire, adjoint au maire de Blois                                                                     |
| 1886                                     | 1889             | Jules Narcisse Brisson (1843-1914)                |             | Viticulteur, négociant à Blois, Président de l'association des viticulteurs de Loir-et-Cher                 |
| 1889                                     | 1891 (démission) | Guillaume Estribaud (1821-1896)                   |             | Ancien négociant à Blois, juge au Tribunal de commerce                                                      |
| 1891                                     | 1895             | Jean-Baptiste Bordier-Bourreau                    | Républicain | Ancien négociant à Blois                                                                                    |
| 1895                                     | 1904             | Louis Pigoreau                                    | Radical     | Propriétaire, maire de Saint-Lubin-en-Vergonnois                                                            |
| 1904                                     | 1913             | Jules-Édouard Boudin                              | Radical     | Négociant liquoriste à Blois, Président du Tribunal de commerce                                             |
| 1913                                     | 1919             | Louis Pigoreau                                    | Radical     | Propriétaire, maire de Saint-Lubin-en-Vergonnois                                                            |
| 1919                                     | 1922             | Florentin Cochereau                               | Radical     | Cultivateur, maire de Saint-Sulpice                                                                         |
| 1922                                     | 1928             | Louis Tillier                                     |             | Propriétaire du château de Beauregard, maire de Cellettes                                                   |
| 1928                                     | 1940             | Charles Langlois                                  | RG          | Propriétaire à Blois                                                                                        |
| 1940                                     |                  |                                                   |             | Les conseils d'arrondissement ont été suspendus par la loi du 12 octobre 1940 et n'ont jamais été réactivés |
| Les données manquantes sont à compléter. |                  |                                                   |             | |

### Conseillers généraux du canton de Blois-3 de 1973 à 2015
| Période | Période          | Identité          | Étiquette       | Qualité |
| ------- | ---------------- | ----------------- | --------------- | --- |
| 1973    | 1979             | Joseph Beaujannot | CNI             | Sénateur (1959-1974) Adjoint au maire de Blois (1945-1955)                                                              |
| 1979    | 1985             | Jacques Portevin  | RPR puis UDF-PR | Directeur des archives du groupe Saint-Gobain 1er adjoint au maire de Blois (1977-1983) Conseiller régional (1973-1983) |
| 1985    | 1992             | Jacques Blot      | UDF             | Haut fonctionnaire Conseiller municipal de Blois (1983-1991)                                                            |
| 1992    | 2000 (démission) | Michel Fromet     | PS              | Professeur de collège Député (1988-1993, 1994-1997 et 2000-2002)                                                        |
| 2000    | 2002             | Nicolas Perruchot | UDF             | Consultant d'entreprises Député (2002-2012), Maire de Blois de 2001 à 2008                                              |
| 2002    | 2015             | Geneviève Baraban | PS              | Kinésithérapeute Maire-adjointe de Blois (2008-2014) Elue en 2015 dans le Canton de Blois-1                             |

### Conseillers départementaux du canton de Blois-3 depuis 2015
| Période élective | Période élective | Mandat | Mandat                     | Identité           | Nuance | Nuance | Qualité |
| ---------------- | ---------------- | ------ | -------------------------- | ------------------ | ------ | ------ | --- |
| 2015             | 2021             | 2015   | 2021                       | Michel Fromet      |        | DVG    | Ancien professeur de collège Député (1988-1993, 1994-1997 et 2000-2002) Ancien conseiller général du Canton de Blois-2 (2004-2015) |
| 2015             | 2021             | 2015   | 2021                       | Geneviève Repinçay |        | DVG    | Professeure à la retraite |
| 2021             | 2028             | 2021   | septembre 2023 (démission) | Michel Fromet      |        | DVG    | Conseiller sortant |
| 2021             | 2028             | 2021   | en cours                   | Geneviève Repinçay |        | DVG    | Conseillère sortante |
| 2021             | 2028             | 2023   | en cours                   | Julien Leseignoux  |        | MoDem  | Huissier de justice médiateur à Amboise                                                                                            |

### Résultats détaillés

#### Élections de mars 2015
À l'issue du 1er tour des élections départementales de 2015, deux binômes sont en ballottage : Laurent Bras et Mathilde Paris (FN, 27,72 %) et Michel Fromet et Geneviève Repinçay (PS, 25,44 %). Le taux de participation est de 52,62 % (8 247 votants sur 15 672 inscrits) contre 53,42 % au niveau départemental et 50,17 % au niveau national.
Au second tour, Michel Fromet et Geneviève Repinçay (PS) sont élus avec 58,35 % des suffrages exprimés et un taux de participation de 53,39 % (4 283 voix pour 8 378 votants et 15 693 inscrits).
Michel Fromet a quitté le PS.

#### Élections de juin 2021
Le premier tour des élections départementales de 2021 est marqué par un très faible taux de participation (33,26 % au niveau national). Dans le canton de Blois-3, ce taux de participation est de 35,49 % (5 622 votants sur 15 841 inscrits) contre 35,86 % au niveau départemental. À l'issue de ce premier tour, deux binômes sont en ballottage : Michel Fromet et Geneviève Repinçay (Union au centre et à gauche, 31,65 %) et Alain Duchalais et Corinne Marchand (LR, 23,59 %).
Le second tour des élections est marqué une nouvelle fois par une abstention massive équivalente au premier tour. Les taux de participation sont de 34,36 % au niveau national, 35,81 % dans le département et 35,35 % dans le canton de Blois-3. Michel Fromet et Geneviève Repinçay (Union au centre et à gauche) sont élus avec 61,42 % des suffrages exprimés (3 120 voix pour 5 600 votants et 15 843 inscrits),,.

## Composition

### Composition du canton de Blois-Ouest (avant 1973)
Il était composé des communes de :
- Blois (en partie)
- Cellettes
- Chailles
- Fossé
- Marolles
- Saint-Bohaire
- Saint-Gervais-la-Forêt
- Saint-Lubin-en-Vergonnois
- Saint-Sulpice-de-Pommeray

### Composition de 1973 à 2015
Lors de sa création en 1973, le canton de Blois-III comprenait la portion de territoire de la ville de Blois déterminée par les limites communales entre Blois, d'une part, et les communes de Chouzy, Chambon, Molineuf, d'autre part, la Loire et par l'axe des voies ci-après : rond-point de la Résistance (moitié Sud-Ouest entre la rue Denis-Papin et le quai de la Saussaye), rue Denis-Papin, entre le rond-point de la Résistance et la rue des Orfèvres, rue des Orfèvres (section comprise entre la rue Denis-Papin et la rue du Commerce), rue du Commerce (section comprise entre la rue des Orfèvres et la rue Porte-Côté), rue Porte-Chartraine, rue du Bourg-Neuf, avenue de Châteaudun, route nationale n° 824 jusqu'à son intersection avec le boulevard de l'Industrie, boulevard de l'Industrie (section comprise entre la route nationale n° 824 et l'avenue de Vendôme), avenue de Vendôme entre le boulevard de l'Industrie et la rue de Beauséjour, voie ferrée jusqu'à la rue P.-de-Ronsard, rue P.-de-Ronsard jusqu'à son intersection avec la rue Fénelon, rue Fénelon (section comprise entre la rue P.-de-Ronsard et la rue Etienne-Baudet), ruisseau de l'Arrou entre la rue Fénelon et l'allée de Bégon et allée de Bégon jusqu'au niveau de l'étang de la Picardière ainsi que par les limites entre les parcelles cadastrales nos  240, 243, 285, 286, 251, 252, 254 de la section AD du plan cadastral, d'une part, et nos  239, 238 de la section AD ainsi que la parcelle n° 6 de la section AC, d'autre part, et enfin par les limites communales entre Blois et Saint-Sulpice.

### Composition depuis 2015
À la suite de la fusion, au 1er janvier 2019, de Feings , de Fougères-sur-Bièvre et d'Ouchamps pour former la commune de Le Controis-en-Sologne, le nombre de communes descend à 11.
| Nom                           | Code Insee | Intercommunalité           | Superficie (km2) | Population (dernière pop. légale)               | Densité (hab./km2) | Modifier                                    |
| ----------------------------- | ---------- | -------------------------- | ---------------- | ----------------------------------------------- | ------------------ | ------------------------------------------- |
| Blois (bureau centralisateur) | 41018      | CA de Blois « Agglopolys » | 37,46            | Fraction : 8 877 (2022) Commune : 47 092 (2022) | 1 257              | modifier les données · modifier les données |
| Candé-sur-Beuvron             | 41029      | CA de Blois « Agglopolys » | 15,49            | 1 487 (2022)                                    | 96                 | modifier les données · modifier les données |
| Chailles                      | 41032      | CA de Blois « Agglopolys » | 18,54            | 2 708 (2022)                                    | 146                | modifier les données · modifier les données |
| Chaumont-sur-Loire            | 41045      | CA de Blois « Agglopolys » | 26,84            | 1 091 (2022)                                    | 41                 | modifier les données · modifier les données |
| Le Controis-en-Sologne        | 41059      | CC Val-de-Cher-Controis    | 100,41           | Fraction : 2 240 (2022) Commune : 6 787 (2022)  | 68                 | modifier les données · modifier les données |
| Monthou-sur-Bièvre            | 41145      | CA de Blois « Agglopolys » | 16,62            | 793 (2022)                                      | 48                 | modifier les données · modifier les données |
| Les Montils                   | 41147      | CA de Blois « Agglopolys » | 9,27             | 1 925 (2022)                                    | 208                | modifier les données · modifier les données |
| Rilly-sur-Loire               | 41189      | CA de Blois « Agglopolys » | 10,22            | 455 (2022)                                      | 45                 | modifier les données · modifier les données |
| Sambin                        | 41233      | CA de Blois « Agglopolys » | 20,83            | 872 (2022)                                      | 42                 | modifier les données · modifier les données |
| Seur                          | 41246      | CA de Blois « Agglopolys » | 3,85             | 486 (2022)                                      | 126                | modifier les données · modifier les données |
| Valaire                       | 41266      | CA de Blois « Agglopolys » | 6,68             | 84 (2022)                                       | 13                 | modifier les données · modifier les données |
| Canton de Blois-3             | 4104       |                            |                  | 21 018 (2022)                                   |                    | modifier les données                        |

Le canton de Blois-3 est désormais composé de :
- neuf communes entières,
- la partie de la commune de Blois située au sud d'une ligne définie par l'axe des voies et limites suivantes : depuis la limite territoriale de la commune de Saint-Sulpice-de-Pommeray, lisière de la forêt, allée de Bégon, route départementale 766, route de Château-Renault, ligne droite dans le prolongement de la rue Molière, rue Lenôtre, rue de la Quinière, rue de Cabochon, rue Gallieni, rue Albert-Ier, sentier rural 83 dit de la Villeneuve, ligne de chemin de fer, rue des Hautes-Granges, rue de la Paix, rue du Bourg-Neuf, rue Gallois, place Victor-Hugo, avenue du Docteur-Jean-Laigret, boulevard Chanzy, rue des Lices, ligne droite dans le prolongement de la montée de la Banque, montée de la Banque, rue des Ecuries-du-Roi, rue du Foix, rue de l'Arceau, ligne droite dans le prolongement de la rue de l'Arceau, cours de la Loire, rue Gaston-d'Orléans, rue Croix-Boissée, rue du 28-Janvier, rue des Acacias, levée des Acacias, avenue du Président-Wilson, jusqu'à la limite territoriale de la commune de Saint-Gervais-la-Forêt.
- une fraction de Le Controis-en-Sologne

## Démographie

### Démographie avant 2015
| 1975 | 1982 | 1990   | 1999   | 2006   | 2011   | 2012   |
| ---- | ---- | ------ | ------ | ------ | ------ | ------ |
| -    | -    | 13 703 | 14 708 | 14 923 | 14 431 | 14 305 |

### Démographie depuis 2015
En 2022, le canton comptait 21 018 habitants, en évolution de −1,22 % par rapport à 2016 (Loir-et-Cher : −1,15 %, France hors Mayotte : +2,11 %).
| 2013   | 2018   | 2022   |
| ------ | ------ | ------ |
| 21 361 | 20 865 | 21 018 |